# 血ぬられた墓標
『血ぬられた墓標』（ちぬられたぼひょう、原題：La maschera del demonio）は、1960年制作のイタリアのホラー映画。
ニコライ・ゴーゴリの短篇小説『ヴィイ』を基に映画化した。マリオ・バーヴァの監督デビュー作で、主演バーバラ・スティールの出世作。
1989年にはマリオの息子ランベルト・バーヴァによって『デモンズ5』としてリメイクされた。

## あらすじ
17世紀。バルカン地方の某国の王女アーサは、魔術を行なったかどで処刑されたが、その際に実兄の王をはじめとする一族に永劫の呪いをかけてやるという恐ろしい言葉を遺した。
それから約200年後、医師のクルヴァヤンとその助手ゴロベックは医学会に出席するため馬車でモスクワに向かっていたが、道中で車輪が外れるアクシデントに見舞われ、立ち往生する。修理を待っていた2人は、何やら狼の鳴き声のような音に誘われて、その奥にある古びた館の中へ入っていく。
2人はそこで石棺を発見、中を見ると生きているかのような美しい美女が横たわっている。その時、突然大きな蝙蝠が飛び出してきた。驚いたクルヴァヤンは思わずピストルを発砲、その拍子に棺の上の十字架が倒れて棺ののぞき窓が割れ、クルヴァヤンは手を負傷、その血が棺の中の美女の唇に滴り落ちる。その瞬間、棺の中の美女が甦った。その美女こそ、200年前に処刑されたアーサであった。
急いで逃げようとした2人は、屋敷の入口でアーサにそっくりの美女と出会う。彼女はアーサの曽孫でカティアと名乗る。アーサの死霊はカティアになりすまし、自分を処刑させた一族に次々と復讐していく。ゴロベックはカティアをアーサの魔手から助け出そうと立ち向かう。

## キャスト
- アーサ・ヴァイダ/カティア・ヴァイダ：バーバラ・スティール（二役）
- アンドレイ・ゴロベック：ジョン・リチャードソン
- ヴァイダ：イヴォ・ガラーニ
- クルヴァヤン医師：アンドレア・ケッキ
- ヤヴティッチ公：アルトゥーロ・ドミニチ